# 苏联共产党第二十六次代表大会
苏联共产党第二十六次代表大会（俄语：XXVI съезд Коммунисти́ческой па́ртии Сове́тского Сою́за），简称苏共二十六大（XXVI съезд КПСС），是由苏联共产党召开的代表大会。1981年2月23日至3月3日在莫斯科召开。大会由苏联共产党中央委员会总书记勃列日涅夫主持。这也是勃列日涅夫最后一次主持苏共代表大会，其本人于1982年逝世。苏联电视频道上只能看到大会的开场以及生病总书记的结束致辞，其余演讲的摘要由一位播音员播报。

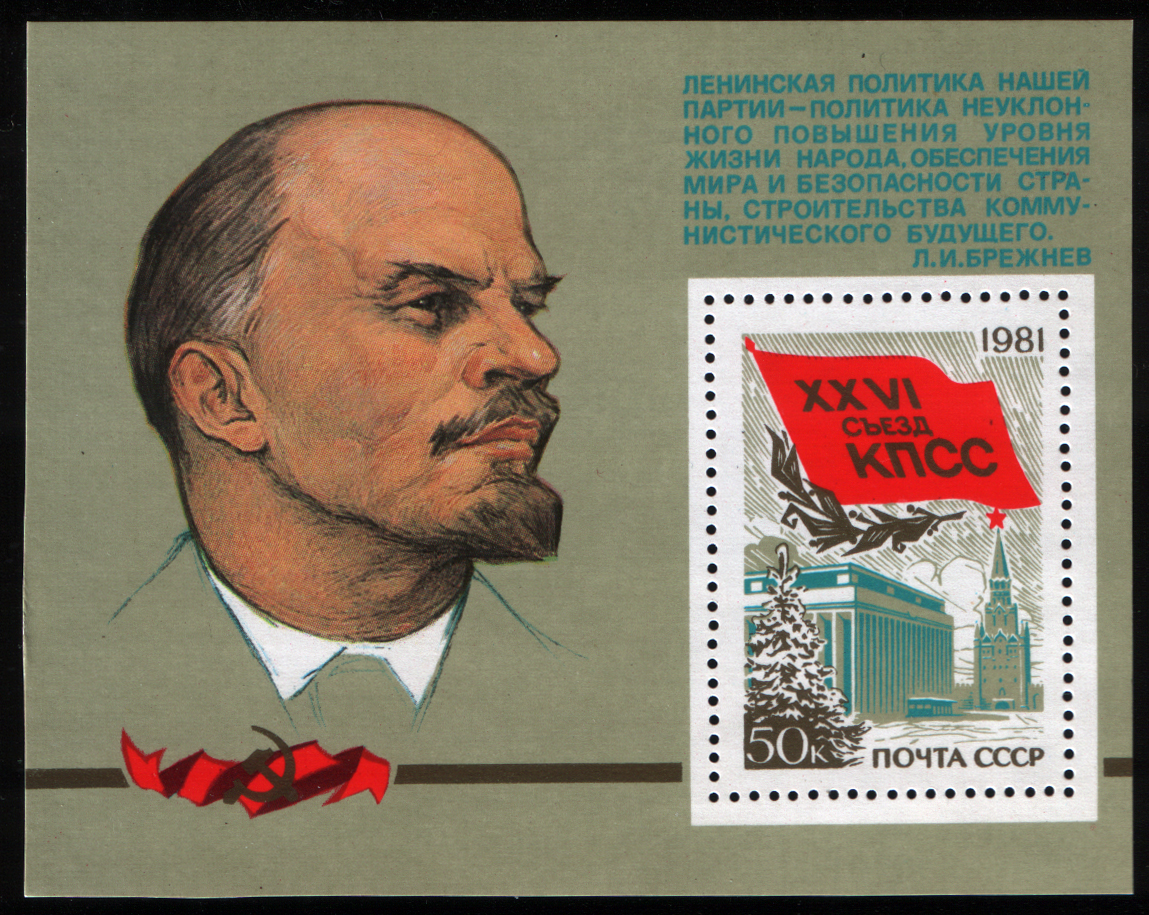
苏共26大期间发行的邮票

勃列日涅夫提议新一轮军备控制对话。此时苏联领导层年龄老化，面临着经济增长的下滑、严峻的家庭食物问题、未来与美国关系的严重不确定性，以及在波兰的使人不安的事件。